# Кац, Арнольд Моисеевич
Арнольд Моисеевич Кац (1909—1953) — советский инженер и теоретик в областях автоматического регулирования, динамики и прочности машин.

## Биография
Родился 7 (20 мая) 1909 года в Луганске (ныне Украина). В 1930 году окончил МВТУ имени Н. Э. Баумана по специальности «двигатели внутреннего сгорания». С этого времени начинается деятельность А. М. Каца в дизельной промышленности — сначала на заводе «Русский дизель» в Ленинграде, где он с 1936 года возглавлял расчётно-исследовательскую группу КБ, потом, во время Великой Отечественной войны, — в осаждённом Ленинграде на заводе «Русский Дизель», затем на Коломенском машиностроительном заводе имени В. В. Куйбышева.
В 1945—1947 годах А. М. Кац руководил группой регулирования двигателей в Научно-исследовательском дизельном институте. С 1947 года местом основной работы А. М. Каца стала кафедра «Механика и процессы управления» ЛПИ, преподавать в котором А. М. Кац начал с 1933 года. На кафедре А. М. Кац возглавил исследования беспилотного оружия авиации — первых крылатых ракет.
30 декабря 1953 года после продолжительной тяжёлой болезни А. М. Кац скончался.

## Научные работы
Научные работы А. М. Каца относятся к области динамики машин и явлений вибраций в машинах, в частности, к проблеме крутильных колебаний валов; в этой области А. М. Кац был одним из ведущих специалистов в СССР. В течение длительного периода А. М. Кац занимался исследованиями вынужденных колебаний в нелинейных системах, результаты которых содержатся в его кандидатской диссертации (1938) и в двух работах, опубликованных посмертно в журнале «Прикладная математика и механика» за 1955 год.
Большое число работ А. М. Каца посвящено вопросам регулирования машин — как общей теории автоматического регулирования, так и специальной задаче регулирования двигателей внутреннего сгорания. Изданная посмертно книга «Автоматическое регулирование скорости двигателей внутреннего сгорания» представляет собой докторскую диссертацию А. М. Каца, которая подводит итог его деятельности в этой области.

## Монографии
- А. М. Кац. Теория упругости. Государственное издательство технико-теоретической литературы, Москва, 1956.
- А. М. Кац. Автоматическое регулирование скорости двигателей внутреннего сгорания. Под редакцией Ю. В. Долголенко и А. И. Лурье. М.—Л.: Машгиз, 1956.
- А. М. Кац. Теория упругости. Издание 2-е, стереотипное. Серия «Золотые имена профессоров Санкт-Петербургского Политехнического Университета». Санкт-Петербург, 2002.
- А. М. Кац. Расчет, конструкция и испытания воздуходувок типа Рутс. Изд-во и 1-я тип. Машгиза, 1946 (Ленинград)

## Награды и премии
- Сталинская премия второй степени (1946) — за создание отечественных образцов мощных и быстроходных дизелей для морских судов